# Anders Bærtelsen
Anders Bloch Bærtelsen (Støvring, 9 maggio 2000) è un calciatore danese, difensore del Viking.

## Carriera

### Club
Bærtelsen è cresciuto nelle giovanili dell'Aalborg. Ha esordito in Superligaen in data 29 aprile 2018, quando ha sostituito Robert Kakeeto nella sconfitta per 3-0 subita sul campo del Midtjylland. È rimasto in squadra per tre stagioni.
In vista della stagione 2020-2021 è passato al Vendsyssel, compagine militante in 1. Division. Ha debuttato con la nuova casacca il 12 settembre 2020, schierato titolare nella sconfitta per 6-0 subita sul campo del Fremad Amager. Il 30 luglio 2021 ha trovato il primo gol, in occasione del pareggio per 1-1 sul campo dell'Hobro.
Il 17 agosto 2021 si è trasferito ai norvegesi dell'Haugesund, firmando un contratto valido fino al 31 dicembre 2025. Ha esordito in Eliteserien il 3 ottobre successivo, quando è stato schierato titolare nella sconfitta per 2-0 subita sul campo del Tromsø. Ha trovato il primo gol nella massima divisione locale in data 3 settembre 2023, nella sconfitta casalinga per 1-2 subita contro il Molde.
Il 12 marzo 2025 è stato ufficializzato il suo approdo al Viking, per cui ha firmato un contratto quadriennale.

### Nazionale
Bærtelsen ha rappresentato la Danimarca a livello giovanile.

## Statistiche

### Presenze e reti nei club
Statistiche aggiornate al 12 marzo 2025.
| Stagione          | Club              | Campionato        | Campionato | Campionato | Coppe nazionali | Coppe nazionali | Coppe nazionali | Coppe continentali | Coppe continentali | Coppe continentali | Supercoppe | Supercoppe | Supercoppe | Totale | Totale |
| Stagione          | Club              | Comp              | Pres       | Reti       | Comp            | Pres            | Reti            | Comp               | Pres               | Reti               | Comp       | Pres       | Reti       | Pres   | Reti   |
| ----------------- | ----------------- | ----------------- | ---------- | ---------- | --------------- | --------------- | --------------- | ------------------ | ------------------ | ------------------ | ---------- | ---------- | ---------- | ------ | ------ |
| 2017-2018         | Aalborg           | SL                | 1          | 0          | CD              | 0               | 0               | -                  | -                  | -                  | -          | -          | -          | 1      | 0      |
| 2018-2019         | Aalborg           | SL                | 0          | 0          | CD              | 0               | 0               | -                  | -                  | -                  | -          | -          | -          | 0      | 0      |
| 2019-2020         | Aalborg           | SL                | 2          | 0          | CD              | 1               | 0               | -                  | -                  | -                  | -          | -          | -          | 3      | 0      |
| Totale Aalborg    | Totale Aalborg    | Totale Aalborg    | 3          | 0          |                 | 1               | 0               |                    | -                  | -                  |            | -          | -          | 4      | 0      |
| 2020-2021         | Vendsyssel        | 1D                | 22         | 0          | CD              | 1               | 0               | -                  | -                  | -                  | -          | -          | -          | 23     | 0      |
| lug.-ago. 2021    | Vendsyssel        | 1D                | 4          | 1          | CD              | 1               | 0               | -                  | -                  | -                  | -          | -          | -          | 5      | 1      |
| Totale Vendsyssel | Totale Vendsyssel | Totale Vendsyssel | 26         | 1          |                 | 2               | 0               |                    | -                  | -                  |            | -          | -          | 28     | 1      |
| ago.-dic. 2021    | Haugesund         | ES                | 10         | 0          | CN              | -               | -               | -                  | -                  | -                  | -          | -          | -          | 10     | 0      |
| 2022              | Haugesund         | ES                | 28         | 0          | CN              | 4               | 0               | -                  | -                  | -                  | -          | -          | -          | 32     | 0      |
| 2023              | Haugesund         | ES                | 29         | 1          | CN              | 2               | 0               | -                  | -                  | -                  | -          | -          | -          | 31     | 1      |
| 2024              | Haugesund         | ES                | 27+2       | 1+0        | CN              | 0               | 0               | -                  | -                  | -                  | -          | -          | -          | 29     | 1      |
| Totale Haugesund  | Totale Haugesund  | Totale Haugesund  | 94+2       | 2+0        |                 | 6               | 0               |                    | -                  | -                  |            | -          | -          | 102    | 2      |
| 2025              | Viking            | ES                | 0          | 0          | CN              | 0               | 0               | -                  | -                  | -                  | -          | -          | -          | 0      | 0      |
| Totale            | Totale            | Totale            | 123+2      | 3+0        |                 | 9               | 0               |                    | -                  | -                  |            | -          | -          | 134    | 3      |